# Roderen
Roderen är en kommun i departementet Haut-Rhin i regionen Grand Est (tidigare regionen Alsace) i nordöstra Frankrike. Kommunen ligger i kantonen Thann som tillhör arrondissementet Thann. År 2022 hade Roderen 906 invånare.

## Befolkningsutveckling
Antalet invånare i kommunen Roderen
| Referens: INSEE |